# トゥファーラ
トゥファーラ（イタリア語: Tufara）は、イタリア共和国モリーゼ州カンポバッソ県にある、人口約900人の基礎自治体（コムーネ）。

## 地理

### 位置・広がり

#### 隣接コムーネ
隣接するコムーネは以下の通り。括弧内のBNはベネヴェント県、FGはフォッジャ県所属を示す。
- カステルヴェーテレ・イン・ヴァル・フォルトーレ (BN)
- チェレンツァ・ヴァルフォルトーレ (FG)
- ガンバテーザ
- リッチャ
- サン・バルトロメーオ・イン・ガルド (BN)
- サン・マルコ・ラ・カートラ (FG)